# Haydée Politoff
Haydée Politoff (Parigi, 25 maggio 1946) è un'attrice francese.

## Biografia
Haydée Politoff è nata a Saint-Denis. Suo padre, di origine russa, era un ammiratore di Alexandre Dumas ed il nome Haydée viene scelto sul modello della principessa Haydée de Il conte di Montecristo. Suo padre morì quando lei aveva quattro anni e fu allevata dalla madre e dal patrigno. Ha lasciato il liceo in seconda, perché "non capiva più niente" di matematica. Dopo aver preso lezioni di disegno, ha incontrato Éric Rohmer al Café de Flore, che le ha offerto il ruolo femminile principale in La collezionista. Rohmer decide di privilegiare l'improvvisazione e la co-scrittura dei dialoghi da parte dei tre attori, il che significa che Haydée Politoff co-scrive le proprie invettive. Il film, uscito nel 1967, ebbe un certo successo poiché fu visto da circa 300.000 spettatori e il suo "taglio da ragazzo" doveva essere emulato. Il film verrà notato anche da Marcel Carné che ingaggia l'attrice per recitare nel suo prossimo film, I giovani lupi.

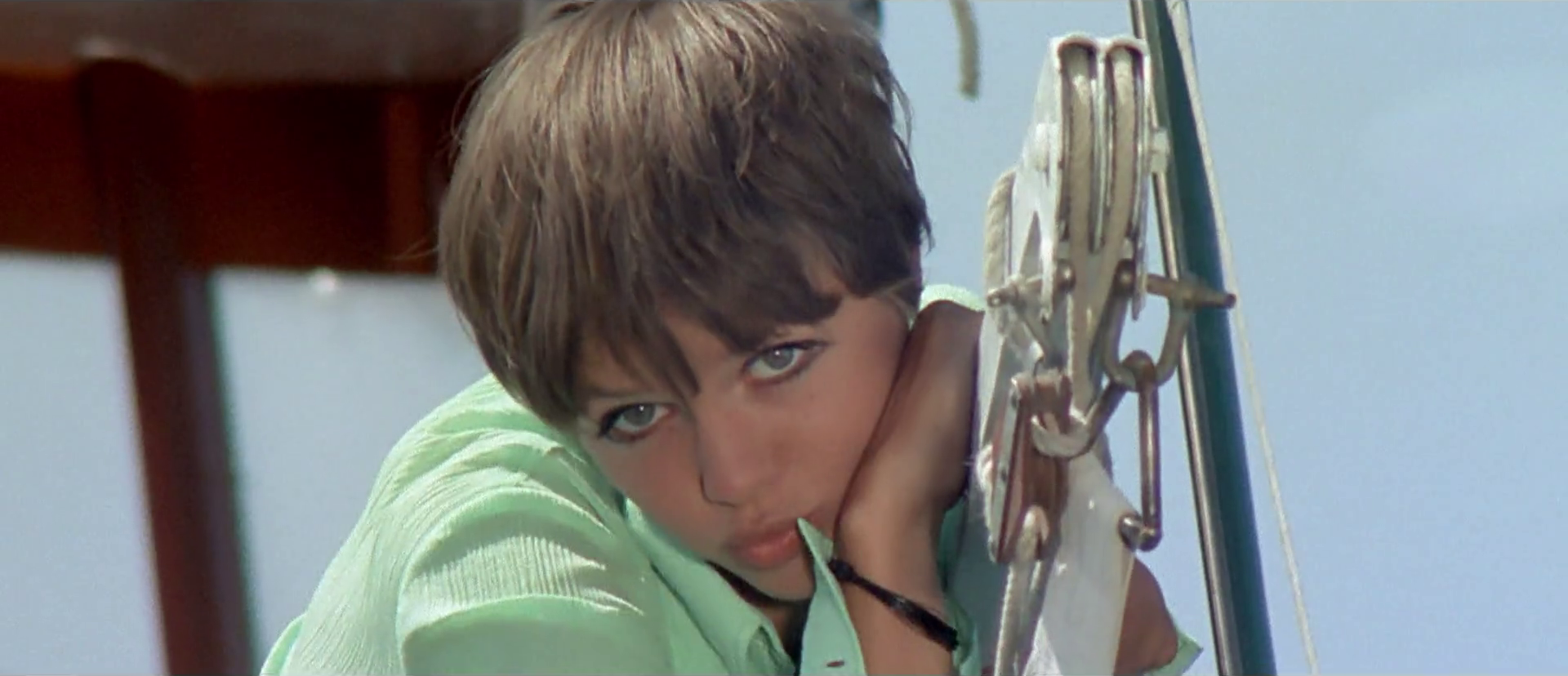
Haydée Politoff nel film Interrabang (1969)

Recita al fianco di Macha Méril e Jean Rochefort nella commedia bretone Non giocare con i marziani di Henri Lanoë. Poi vola nella Polinesia francese nel 1968 dove girò Bora Bora, un dramma erotico diretto dall'italiano Ugo Liberatore che sarà senza dubbio il più grande successo dell'attrice, riunendo 6.088.562 spettatori nelle sale italiane e collocando il film all'8º posto della classifica italiana. Continua nello stesso anno le riprese a Roma de L'età del malessere, diretta da Giuliano Biagetti e basata su una sceneggiatura dell'autrice Dacia Maraini: interpreta una giovane donna libera che moltiplica lavori alimentari ed avventure romantiche. È poi diventata un'attrice "gialla" nel film successivo di Biagetti, Interrabang.
Negli anni successivi è stata in tournée con Pasquale Festa Campanile, Enzo G. Castellari e Tonino Cervi prima di tornare in Francia facendo un'apparizione in L'amore il pomeriggio di Éric Rohmer e soprattutto avendo un ruolo fondamentale in La Femme qui pleure, in cui forma un complicato trio con Dominique Laffin e Jacques Doillon.

## Filmografia
- La collezionista (La collectionneuse), regia di Éric Rohmer (1967)
- Ne jouez pas avec les Martiens, regia di Henri Lanoë (1967)
- I giovani lupi (Les jeunes loups), regia di Marcel Carné (1968)
- Bora Bora, regia di Ugo Liberatore (1968)
- L'età del malessere, regia di Giuliano Biagetti (1968)
- Scacco alla regina, regia di Pasquale Festa Campanile (1969)
- Interrabang, regia di Giuliano Biagetti (1969)
- Secret intentions, regia di Antonio Eceiza (1970)
- Il delitto del diavolo, regia di Tonino Cervi (1970)
- La vergine di Bali, regia di Guido Zurli (1972)
- Ettore lo fusto, regia di Enzo G. Castellari (1972)
- L'amore il pomeriggio (L'amour l'après-midi), regia di Éric Rohmer (1972)
- L'altra faccia del padrino, regia di Franco Prosperi (1973)
- I diabolici amori di Nosferatu, regia di Javier Aguirre (1974)
- Il giustiziere (The Human Factor), regia di Edward Dmytryk (1975)
- La Femme qui pleure, regia di Jacques Doillon (1979)
- Cappotto di legno, regia di Gianni Manera (1981)